# Línguas do Reino Unido
O Reino Unido não tem uma língua oficial constitucionalmente definida. O inglês é a principal língua (sendo falada monolingualmente por mais de 90% da população do Reino Unido) e é, portanto, de facto a língua oficial.
As línguas faladas no Reino Unido são:
- Inglês
- Galês
- Gaélico da Escócia ou Escocês
- Gaélico Irlandês
- Scots